# Llista d'ocells de Maldives
Aquesta llista d'ocells de Maldives inclou totes les espècies d'ocells trobats a les Maldives: 125, de les quals dues es troben globalment amenaçades d'extinció.
Els ocells s'ordenen per famílies i espècies:
| Ordre             | Família           | Ocell |
| Anseriformes      | Anatidae          | - Anas clypeata - Anas acuta - Anas querquedula - Anas crecca - Aythya nyroca - Aythya fuligula |
| Upupiformes       | Upupidae          | - Upupa epops |
| Coraciiformes     | Coraciidae        | - Coracias benghalensis |
| Coraciiformes     | Meropidae         | - Merops apiaster |
| Cuculiformes      | Cuculidae         | - Cuculus canorus - Eudynamys scolopacea |
| Apodiformes       | Apodidae          | - Hirundapus caudacutus - Apus apus - Apus pallidus - Apus affinis |
| Strigiformes      | Strigidae         | - Asio flammeus |
| Columbiformes     | Columbidae        | - Columba livia - Streptopelia turtur - Streptopelia orientalis |
| Gruiformes        | Rallidae          | - Amaurornis phoenicurus - Gallicrex cinerea - Gallinula chloropus - Fulica atra |
| Charadriiformes   | Scolopacidae      | - Gallinago stenura - Gallinago megala - Gallinago gallinago - Limosa limosa - Limosa lapponica - Numenius phaeopus - Numenius arquata - Tringa totanus - Tringa stagnatilis - Tringa nebularia - Tringa glareola - Xenus cinereus - Actitis hypoleucos - Arenaria interpres - Calidris alba - Calidris minuta - Calidris temminckii - Calidris subminuta - Calidris alpina - Calidris ferruginea - Philomachus pugnax |
| Charadriiformes   | Recurvirostridae  | - Himantopus himantopus |
| Charadriiformes   | Charadriidae      | - Pluvialis fulva - Pluvialis squatarola - Charadrius hiaticula - Charadrius dubius - Charadrius alexandrinus - Charadrius mongolus - Charadrius leschenaultii - Charadrius asiaticus - Vanellus gregarius |
| Charadriiformes   | Dromadidae        | - Dromas ardeola |
| Charadriiformes   | Glareolidae       | - Glareola maldivarum |
| Charadriiformes   | Laridae           | - Larus leucophthalmus - Larus cachinnans - Larus heuglini - Larus ichthyaetus - Larus ridibundus |
| Charadriiformes   | Sternidae         | - Gelochelidon nilotica - Hydroprogne caspia - Sterna bengalensis - Sterna bergii - Sterna dougallii - Sterna sumatrana - Sterna hirundo - Sternula albifrons - Sternula saundersi - Onychoprion anaethetus - Onychoprion fuscata - Chlidonias leucopterus - Anous stolidus - Gygis alba |
| Falconiformes     | Pandionidae       | - Pandion haliaetus |
| Falconiformes     | Accipitridae      | - Pernis ptilorhyncus - Circus aeruginosus - Circus macrourus - Circus pygargus - Buteo buteo |
| Falconiformes     | Falconidae        | - Falco naumanni - Falco tinnunculus - Falco amurensis - Falco subbuteo |
| Pelecaniformes    | Phaethontidae     | - Phaethon lepturus |
| Pelecaniformes    | Sulidae           | - Sula dactylatra - Sula leucogaster |
| Pelecaniformes    | Fregatidae        | - Fregata minor |
| Pelecaniformes    | Pelecanidae       | - Pelecanus onocrotalus |
| Ciconiiformes     | Ardeidae          | - Egretta garzetta - Ardea cinerea - Ardea purpurea - Casmerodius albus - Bubulcus ibis - Ardeola grayii - Butorides striatus - Nycticorax nycticorax - Ixobrychus sinensis - Ixobrychus cinnamomeus - Dupetor flavicollis - Botaurus stellaris |
| Ciconiiformes     | Threskiornithidae | - Plegadis falcinellus |
| Procellariiformes | Procellariidae    | - Bulweria bulwerii - Calonectris leucomelas - Puffinus pacificus - Puffinus carneipes - Puffinus lherminieri |
| Procellariiformes | Hydrobatidae      | - Oceanites oceanicus - Pelagodroma marina |
| Passeriformes     | Laniidae          | - Lanius isabellinus - Lanius cristatus |
| Passeriformes     | Corvidae          | - Corvus splendens |
| Passeriformes     | Hirundinidae      | - Riparia riparia - Hirundo rustica - Delichon urbica |
| Passeriformes     | Passeridae        | - Passer domesticus |
| Passeriformes     | Motacillidae      | - Motacilla flava - Motacilla cinerea - Anthus trivialis - Anthus cervinus |